# Vähäjärvi (sjö i Lappland, lat 68,33, long 24,30)
Vähäjärvi är en sjö i Finland. Den ligger i kommunen Enontekis i landskapet Lappland, i den norra delen av landet, 900 km norr om huvudstaden Helsingfors. Vähäjärvi ligger 311 meter över havet. Arean är 85,3 hektar och strandlinjen är 4,61 kilometer lång. Sjön  ingår i Kemi älvs huvudavrinningsområde.   Den ligger vid sjön Pasmajärvi.